# Has been
 (septembre 2014).
Si vous disposez d'ouvrages ou d'articles de référence ou si vous connaissez des sites web de qualité traitant du thème abordé ici, merci de compléter l'article en donnant les références utiles à sa vérifiabilité et en les liant à la section « Notes et références ».
Un has been, parfois orthographié has-been (littéralement « a été »), est « [un] artiste, [un] sportif, [une] personnalité dont la vogue réelle appartient au passé ». Le terme est un substantif invariable en français.
L'emprunt est employé familièrement pour désigner une célébrité ayant connu un grand succès dans le passé, mais qui est depuis tombée dans l'oubli, a retrouvé l'anonymat ou persévère dans le monde du spectacle bien que sa carrière soit en perte de vitesse. En français, on peut dire « vieille gloire » ou « ancienne gloire ». Il s'agit généralement d'artistes : chanteurs, acteurs, animateurs de télévision ou encore candidats de télé-réalité ayant un temps réussi à percer dans leur domaine.
Les artistes ayant remporté un succès sans lendemain (en anglais one-hit wonders) dans toute leur carrière, sont des exemples de has been.
Les has been parviennent parfois à revenir sur le devant de la scène, en opérant un retour (souvent désigné par l'emprunt come-back ou comeback). Il s'agit d'ailleurs d'un créneau lucratif qu'exploitent les producteurs, les diffuseurs et les grands médias depuis les années 2000 en jouant sur la nostalgie des gens pour les tubes de musique qui ont bercé leur jeunesse et pour les acteurs qu'ils ont aimés.

## À propos du terme
Si « has been » est employé en anglais, le terme français « passé » l'est également.